# Anton Koch
Anton Carl Frederik (Anton) Koch ('s-Gravenhage, 17 juli 1923 - Venetië (Italië), 25 september 1990) was een Nederlands archivaris, bibliothecaris en historicus.
Na het voltooien van het secundair onderwijs in 1942 aan het Sint-Barbaracollege te Gent, waar hij als kind heen verhuisd was, deed hij in datzelfde jaar te Brussel staatsexamen. Daarna studeerde hij geschiedenis en rechten aan de Rijksuniversiteit Gent, onder meer bij de mediëvist prof. dr. François-Louis Ganshof. In 1946 verkreeg hij het licentiaatsdiploma, en in 1947 deed hij aan de Universiteit Utrecht het doctoraalexamen.
Daarnaast volgde hij aan de Archiefschool in 's-Gravenhage de opleiding tot archiefambtenaar eerste klasse, waarvoor hij stageliep bij het Rijksarchief in Utrecht. In 1949 werd hij benoemd tot gemeentearchivaris van Deventer en tevens directeur van de Athenaeumbibliotheek aldaar. Hij zorgde voor een sterke professionalisering van beide instituten. Daarnaast bekleedde hij bestuursfuncties in diverse Overijsselse historische verenigingen. In 1951 promoveerde Koch op het proefschrift De rechterlijke organisatie van het graafschap Vlaanderen tot in de 13e eeuw aan de Rijksuniversiteit Gent.
In 1973 stopte dr. A.C.F. Koch bij het archief, en legde zich compleet toe op de bibliotheek. In 1976 volgde een benoeming tot lid van de Koninklijke Nederlandse Akademie van Wetenschappen. Vier jaar later ging hij vervroegd met pensioen, en legde zich volledig toe op historische studie.
In 1990 overleed Koch plotseling tijdens een vakantie in Venetië. Op 4 oktober werd hij te Deventer begraven. In 1991 kende de gemeente Deventer hem postuum haar cultuurprijs, de Gulden Adelaar, toe. Die laatste prijs viel al in 1974 zijn echtgenote ten deel: dr. Godelieve Maria De Meyer (1923-2001) met wie hij in Gent gestudeerd had en in 1949 was getrouwd.